# MDL-27,266
MDL-27,266 je antagonist NMDA receptora.